# The Origin of Love
The Origin of Love är sångaren Mikas tredje album. Albumet släpptes i Sverige den 26 september 2012 och den 8 oktober i Storbritannien. Albumet består av 14 låtar som alla tar upp ämnet kärlek. Mika själv beskriver skivan som "joy chasing".

## Låtlista[4]

### Standardutgåva
1. Origin of Love
2. Lola
3. Stardust
4. Make You Happy
5. Underwater
6. Overrated
7. Kids
8. Love You When I'm Drunk
9. Step With Me
10. Popular Song
11. Emily
12. Heroes
13. Celebrate feat. Pharrell Williams
14. Make You Happy (Miami Edit)

### Deluxeutgåva
CD 1
Standardutgåva 
CD 2
1. Celebrate (akustisk)
2. Origin Of Love (akustisk)
3. Kids (akustisk)
4. Love You When I'm Drunk (akustisk)
5. Overrated (akustisk)
6. Elle Me Dit
7. Tah Dah
8. Stardust (Benny Benassi-mix)
9. Celebrate (Rivera-remix)

## Singlar
- Elle Me Dit

Släpptes den 11 juli 2011
- Celebrate feat. Pharrell Williams

Släpptes den 15 juni 2012
- Origin of Love

Släpptes 26 november 2012
- Popular song feat. Ariana Grande

Släpptes 10 januari 2013 